# Athlītikos Syllogos Olympiakos Volou 1937
L'Athlītikos Syllogos Olympiakos Volou 1937 (in greco: Αθλητικός Σύλλογος Ολυμπιακός Βόλου 1937), più comunemente noto come Olympiakos Volos, è una società calcistica greca di Volo. Milita nella Gamma Ethniki, la terza serie del campionato greco di calcio.

## Storia
Nel 1938, ad appena un anno dalla sua fondazione, il Volos diventa il primo club "provinciale" ad entrare nell'élite dei club greci, accedendo ai quarti di finale della Coppa di Grecia
Nel 1947 vince il primo campionato di Tessaglia, mentre il 1954 è un anno d'oro per il club. Grazie ad una grande vittoria sul campo ostile del Doxa Drama, vince il campionato provinciale della Grecia settentrionale, accedendo al campionato nazionale nel quale ottiene un rispettabilissimo quinto posto.
Nel 1955, però, alcuni terremoti colpiscono la zona di Volos, danneggiando la città ed i suoi abitanti. Proprio in questo periodo, però, l'Olympiakos ha una partita importante ad Atene, contro l'AEK, valida per gli ottavi di Coppa di Grecia. A causa di alcuni problemi nelle comunicazioni stradali, si crede che la squadra non possa arrivare ad Atene in tempo, cosa che, fortunatamente, accade. Inoltre, la partita arride ai "provinciali", che eliminano la squadra della capitale qualificandosi ai quarti.
Nel 1960 il club arriva agli ottavi di coppa, e l'anno successivo si fonde con un club locale, l'Ethnikos Volos, portando la denominazione ufficiale del club a Ethnikos-Olympiakos Volou, ovvero la attuale, sebbene Olympiakos Volou fosse rimasto il modo più comune di riversi al team. Nello stesso anno il Volou vince il Torneo della Grecia Centrale, ottenendo così l'opportunità di disputare un play-off per la promozione in Alpha Ethniki, l'allora massima serie, partita però persa dai bianco-rossi.
Nel 1962-63 l'Olympiakos si piazza quinto in Beta Ethniki, e nella stagione successiva si qualifica primo insieme al Trikala, perdendo però ancora una volta la gara dei play-off. Nelle due stagioni successive arrivano un quarto ed un secondo posto, prima della promozione che arriva finalmente per la stagione 1967-68, grazie alla vittoria del campionato e dei play-off, giocati contro Panelefsiniakos e Kavala.
La prima stagione in massima serie per il club non è delle migliori, con l'ultimo posto e la conseguente relegazione in Beta Ethniki. Nonostante ciò, il club recupera in fretta, tornando subito nella massima serie l'anno dopo, dopo la vittoria nei play-off sul Veria. Lo stesso anno giunge agli ottavi della Coppa di Grecia, ma, con il sedicesimo posto, arriva un'altra retrocessione.
L'anno dopo, però, vince di nuovo il Beta Ethniki, tornando in Alpha Ethniki per la terza volta nel 1971-72. in questa stagione termina tredicesimo, stesso risultato della stagione successiva.
Nel 1973-74 finisce al quattordicesimo posto, che avrebbe solitamente significato salvezza; ma quell'anno la federazione ellenica diminuisce il numero di club in prima divisione, a scapito proprio del Volos. Nel '75-'76 si qualifica terzo, e l'anno dopo ottavo, il peggior piazzamento del club nella storia della Beta Ethniki. Nel '77-'78 gioca molto meglio, mancando la promozione solo all'ultima partita contro il Larissa. Il terzo ed il sesto posto delle due stagioni successive precedono la stagione '80-'81, terminata con l'eliminazione ai play-off ad opera dell'Iraklis; allo stesso modo finisce la stagione '81-'82, nella quale l'eliminazione avviene a scapito del Makedonikos.
Dopo un altro quinto posto nel 1983-84, il Volou, dopo 21 anni fra l'Alpha e la Beta Ethniki, retrocede in Gamma Ethniki, la terza serie del campionato greco. In particolare, la retrocessione avviene dopo la sconfitta dell'altra squadra di Volos, il Niki Volos, con il Veria, che determina la salvezza del secondo e la retrocessione per l'Olympiakos. Da questo momento si approfondisce il divario fra i due club, ormai apertamente in competizione.
Il club ritorna in Beta solo nel 1986, e torna in Alpha nel 1988-89. In questa stagione è fondamentale l'apporto del nuovo acquisto, l'ungherese Imre Boda che, con 20 reti, viene proclamato capocannoniere alla fine di una stagione che vede il Volos all'undicesimo posto. Nella 1989-90, però, il Volos torna in Beta con un 17º posto; negli anni Novanta il club non torna più in Alpha, venendo anzi retrocesso in Gamma ancora una volta e rimanendoci per 4 anni, fino alla stagione 1998-99.
Nel 2000 alcuni risultati nel finale di stagione impediscono al Volos di essere promosso in Alpha Ethniki, con un settimo ed un successivo ottavo posto. A causa, poi, di problemi economici, il club viene costretto a ricominciare dalla quarta divisione, il punto più basso della storia dei bianco-rossi.
Dal 2004, la società, con una nuova proprietà, ha ritrovato entusiasmo e splendore. In pochi anni dalla quarta divisione, la squadra è ritornata in Beta e nella stagione 2009/2010 ha vinto il campionato classificandosi al primo posto e ottenendo la promozione in Alpha Ethniki, dopo 20 anni di assenza.
Al ritorno nella Souper Ligka Ellada i biancorossi hanno ottenuto un buon 5º posto nel campionato 2010-2011, qualificandosi per il girone di play-off che decide la graduatoria dei club greci per le coppe europee: il club è arrivato ultimo nel raggruppamento, ottenendo comunque l'accesso all'Europa League.
Il 28 luglio 2011 il club è stato retrocesso in Football League per via dello scandalo che ha colpito il calcio greco nell'estate 2011, mentre la squadra è impegnata in Europa League. L'11 agosto 2011 l'UEFA ha espulso la squadra dalla competizione, sanzionandola con ulteriori 3 anni di esclusione dalle coppe europee.

## Stadio
Dai primi anni fino al 1968, l'Olympiakos Volos giocava nel campo del poligono di tiro di Volos, vicino al fiume Anavros, area che il club ha più volte provato ad acquistare senza però alcun successo. Nel 1968, però, si trasferisce all'EAK Volou, da 9.000 posti. Con i Giochi Olimpici di Atene del 2004 è stato costruito il nuovo stadio a Volos, il Panthessaliko, che è stato messo a disposizione dei due club della città, che tuttora ne condividono i quasi 24.000 posti a sedere.
Il club possedeva anche un campo per gli allenamenti ad Alli Meria, vicino Volos, confiscato però dallo stato a causa dei debiti.
Ripresosi dalla vicenda, ora con la nuova proprietà il club sta costruendo un nuovo centro d'allenamento in un sobborgo di Volos, Aisonia.

## Calciatori

### Capocannonieri del campionato
- 1988-1989  Imre Boda (20 gol)

### Convocati in Nazionale
- Takis Synetopoulos (17 presenze con la Grecia)
- Vasilis Vasilakos (4 presenze con la Grecia)
- Vasilis Botinos (12 presenze con la Grecia)

## Palmarès

### Competizioni nazionali
- Beta Ethniki: 4

1961-1962, 1966-1967, 1970-1971, 2009-2010
- Gamma Ethniki: 3

1985-1986, 1998-1999 (gruppo 2), 2018-2019 (gruppo 4)

### Competizioni provinciali
- Campionato provinciale: 1

1954-1955

### Altri piazzamenti
- Coppa di Grecia:

Semifinalista: 2010-2011
- Football League (Grecia):

Secondo posto: 2014-2015 (gruppo 2)
- Beta Ethniki:

Secondo posto: 1987-1988
- Gamma Ethniki:

Secondo posto: 1985-1986 (gruppo 2), 2006-2007 (gruppo 2)
Terzo posto: 1984-1985 (gruppo 2), 2016-2017 (gruppo 2)

## Organico

### Rosa 2019-2020
Aggiornata al 2 ottobre 2019.
| N. |                    | Ruolo | Calciatore           |
| -- | ------------------ | ----- | -------------------- |
| 1  | Grecia (bandiera)  | P     | Nikolaos Gidopoulos  |
| 3  | Grecia (bandiera)  | D     | Nikolaos Baroutas    |
| 5  | Grecia (bandiera)  | C     | Pavlos Laskaris      |
| 6  | Grecia (bandiera)  | C     | Antonis Tsiaras      |
| 7  | Grecia (bandiera)  | C     | Athanasios Kanavos   |
| 8  | Albania (bandiera) | C     | Klevis Kola          |
| 9  | Grecia (bandiera)  | A     | Thōmas Tsitas        |
| 10 | Brasile (bandiera) | C     | Jefferson Damião     |
| 11 | Grecia (bandiera)  | A     | Stelios Pozoglou     |
| 12 | Grecia (bandiera)  | P     | Ilias Makryonitis    |
| 14 | Francia (bandiera) | A     | Gauthier Clemente    |
| 15 | Grecia (bandiera)  | P     | Giannis Zachos       |
| 17 | Grecia (bandiera)  | C     | Filippos Skopelitis  |
| 18 | Grecia (bandiera)  | D     | Dimitrios Vosnakidis |
| 19 | Grecia (bandiera)  | A     | Manolis Paschos      |

| N. |                               | Ruolo | Calciatore              |
| -- | ----------------------------- | ----- | ----------------------- |
| 20 | Grecia (bandiera)             | D     | Alexandros Bacullati    |
| 21 | Grecia (bandiera)             | C     | Stathis Rokas           |
| 22 | Grecia (bandiera)             | A     | Anastasios Maroudas     |
| 23 | Grecia (bandiera)             | C     | Christos Karakostas     |
| 24 | Grecia (bandiera)             | D     | Giannis Prionas         |
| 27 | Grecia (bandiera)             | A     | Markos Ntounīs          |
| 30 | Grecia (bandiera)             | D     | Nikolaos Boutzikos      |
| 33 | Grecia (bandiera)             | D     | Thomas Grekos           |
| 36 | Serbia (bandiera)             | C     | Ljubomir Stevanović     |
| 44 | Grecia (bandiera)             | D     | Manolis Fazos           |
| 45 | Grecia (bandiera)             | D     | Serafim Papaioannou     |
| 77 | Guinea Equatoriale (bandiera) | A     | Randy                   |
| 88 | Grecia (bandiera)             | A     | Vasilīs Koutsianikoulīs |
| 90 | Grecia (bandiera)             | A     | Athanasios Dinopapas    |
| 99 | Camerun (bandiera)            | C     | Andersonho Ngomba       |

## Stagioni passate
- 2012-2013

## Statistiche e record

### Statistiche nelle competizioni UEFA
Tabella aggiornata alla fine della stagione 2018-2019.
| Competizione                  | Partecipazioni | G | V | N | P | RF | RS |
| ----------------------------- | -------------- | - | - | - | - | -- | -- |
| Coppa UEFA/UEFA Europa League | 1              | 2 | 1 | 1 | 0 | 2  | 1  |